# Viemme

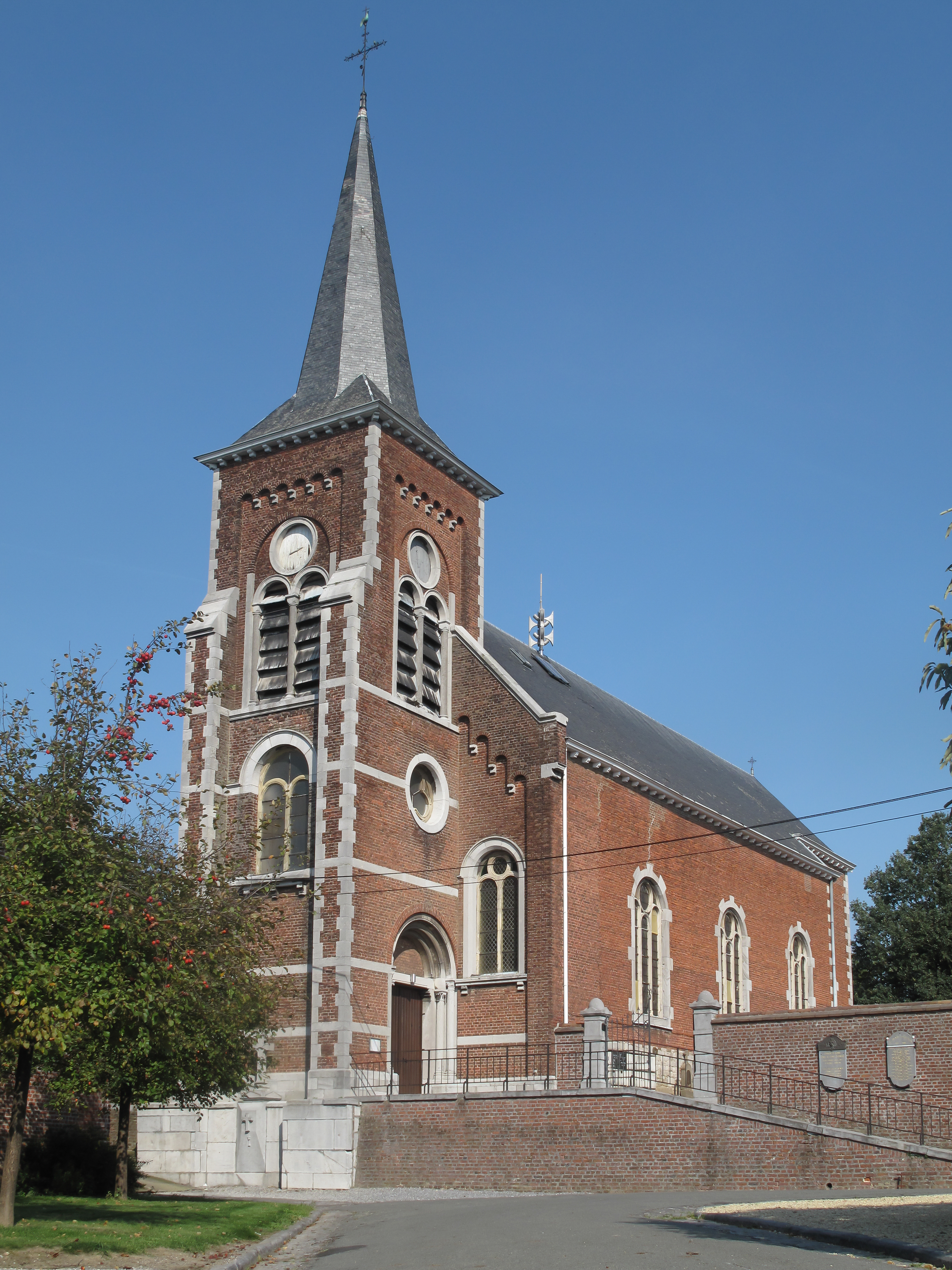
Viemme, kerk

Viemme is een plaats en deelgemeente van de Belgische gemeente Faimes. Viemme ligt in de provincie Luik, het was een zelfstandige gemeente tot aan de gemeentelijke herindeling van 1977.

## Geschiedenis
De heerlijkheid Viemme was bezit van het Onze-Lieve-Vrouwekapittel van Hoei. Het patronaatsrecht van de kerk behoorde toe aan de Sint-Laurentiusabdij te Luik, welke te Viemme een grote boerderij bezat. Het dorp heeft zich langs twee evenwijdige wegen ontwikkeld.

## Bezienswaardigheden
- De Onze-Lieve-Vrouwekerk (Église Notre-Dame) met een westtoren van 1894 in een neoromaans-neogotische stijl. Het schip en het koor zijn van 1816.

## Natuur en landschap
De hoogte aan de kerk bedraagt 157 meter.

## Demografische ontwikkeling
- Bronnen:NIS, Opm:1831 tot en met 1970=volkstellingen; 1976 = inwoneraantal op 31 december

## Nabijgelegen kernen
Faimes, Limont, Donceel, Haneffe, Seraing-le-Château, Aineffe, Borlez